# Alpazur

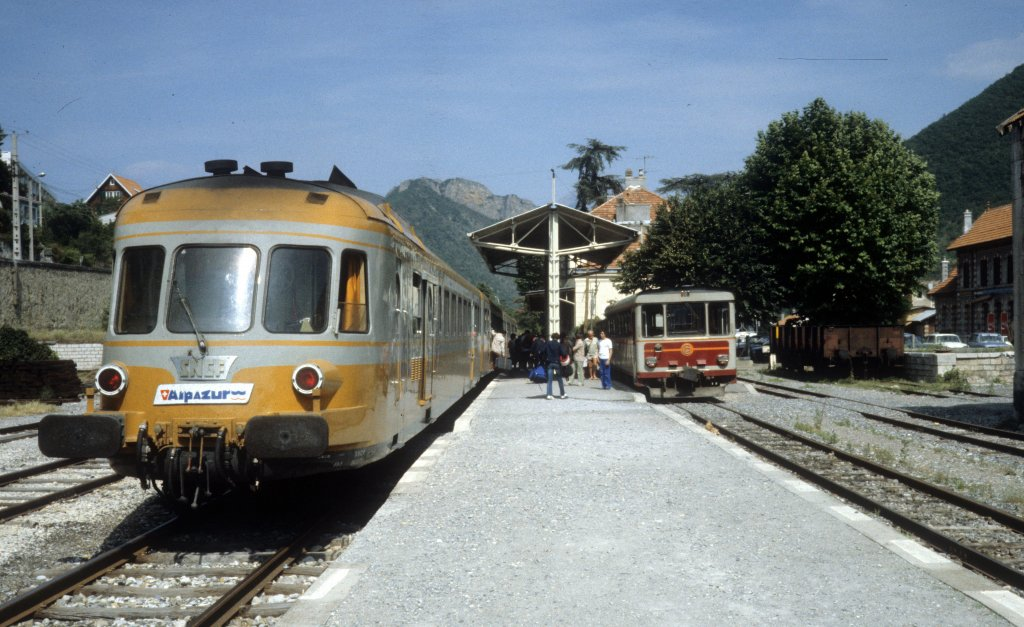
Rame RGP et autorail SY assurant la correspondance Alpazur à Digne en 1982.

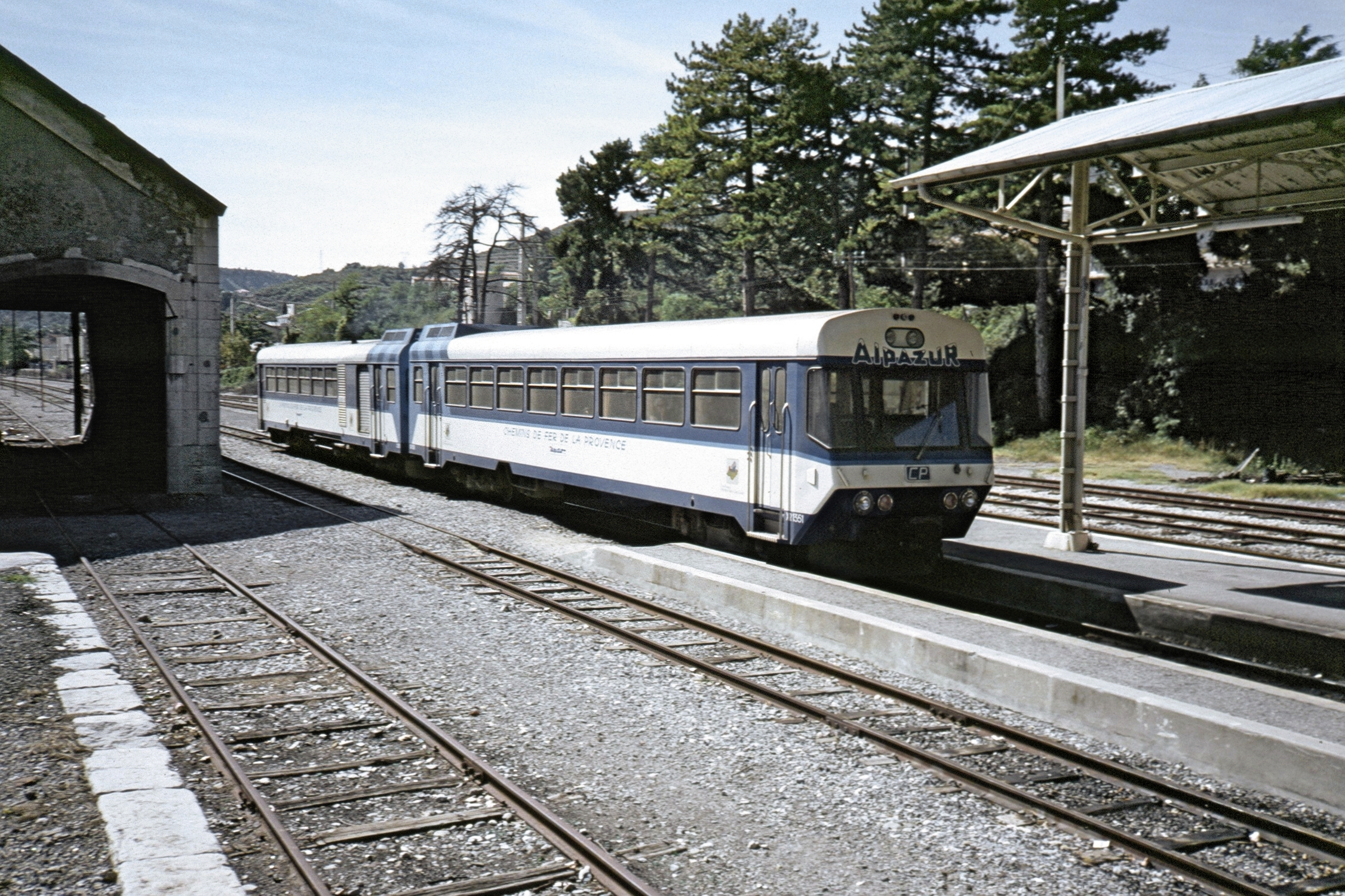
Autorail Soulé à voie métrique X 351 Alpazur à Digne en 1986.

 (novembre 2018).
Si vous disposez d'ouvrages ou d'articles de référence ou si vous connaissez des sites web de qualité traitant du thème abordé ici, merci de compléter l'article en donnant les références utiles à sa vérifiabilité et en les liant à la section « Notes et références ».
L'Alpazur était une relation ferroviaire qui circula de 1959 à 1989, dans le but de relier Genève à Nice, via le réseau Société nationale des chemins de fer français (SNCF) et la ligne Digne - Nice des chemins de fer de Provence (CP). Malgré l'itinéraire tourmenté, un gain de temps considérable du parcours était réalisé grâce à la suppression des arrêts intermédiaires.
Le trajet entre Nice et Digne s'effectuait par l'emprunt de la voie métrique des CP. En conséquence, le trajet nécessitait un changement de rame en gare de Digne, pour passer d'un autorail SNCF à voie normale, à un autorail des Chemins de fer de Provence à voie métrique et inversement.

## Histoire
La liaison fut créée le 10 juin 1959 et était saisonnière (de mi-juin à mi-septembre). Elle disparaitra le 23 septembre 1989, avec la fermeture de la ligne de Saint-Auban à Digne.

## Itinéraire
--  SNCF :
- Genève  - Culoz, par la Ligne Lyon - Genève
- Culoz - Chambéry - Montmélian, par la Ligne de la Maurienne
- Montmélian - Grenoble, par la Ligne Grenoble - Montmélian
- Grenoble - Veynes - Saint-Auban, par la Ligne des Alpes
- Saint-Auban - Digne, par la ligne Saint-Auban - Digne

-- CHEMIN DE  FER DE PROVENCE :
- Digne - Nice, par la ligne Nice-Digne

## Matériel roulant
Sur le réseau à voie normale, le matériel utilisé était le suivant :
- À l'origine, depuis 1959 et jusqu'en 1971, la liaison était assurée par des autorails panoramiques X 4200 - un dans chaque sens - associés à des X 52100 du Centre Autorails de Grenoble puis à des X 2400 du dépôt de Marseille-Blancarde, encadrant une ou plusieurs remorques Decauville. Ces autorails n'étant pas munis de commande en unités multiples, il y avait un conducteur par engin moteur.
- En juin 1975, des autorails X 4500 remplacent les X 4200.
- En juin 1976, des autorails X 2800 circulent entre Grenoble et Digne, le parcours Genève-Grenoble étant assuré par turbotrains de type ETG.
- En 1981, la liaison sans rupture de charge entre Genève et Digne est rétablie et la relation prend officiellement le nom d'"Alpazur". Elle est assurée par des Rames à Grand Parcours RGP-1 X 2720/X 2770.

Sur la section Nice-Digne à voie métrique, exploitée par les chemins de fer de Provence, la desserte est assurée par des autorails Renault ZZ 11 et 22 (ex 1 et 2). Ces derniers ont reçu un aménagement intérieur particulier, et ont subi des transformations esthétiques - ouverture de baie et nouvelle livrée. À partir de 1972, la desserte "Alpazur" est assuré par des autorails SY.

## Dans la culture
Dans le film Folle à tuer d’Yves Boisset, dans sa fuite, Marlène Jobert emprunte la liaison Alpazur - Alpes Azur indiqué sur la calandre du monorail pour descendre à Entrevaux.